# René Kalmer
René Kalmer, née le 3 novembre 1980 à Roodepoort, est une athlète sud-africaine.

## Carrière
En 1997, elle est médaillée de bronze du 1 500 mètres et du 3 000 mètres aux Championnats d'Afrique juniors d'athlétisme.
Elle est éliminée en séries du 1 500 mètres féminin aux Jeux olympiques d'été de 2008.
Neuvième du 3 000 mètres aux Championnats du monde d'athlétisme en salle 2010, elle se classe 31e du marathon féminin aux championnats du monde d'athlétisme 2011. En 2012, elle termine 35e du marathon des Jeux olympiques, 16e des Championnats du monde de semi-marathon et remporte le semi-marathon de Gifu Seiryū.
En 2014, elle est 27e des Championnats du monde de semi-marathon et neuvième du marathon de Berlin.

## Famille
Sa sœur Christine Kalmer est aussi une athlète de haut niveau.